# غوتهيلف هاينريش فون شوبرت
غوتهيلف هاينريش فون شوبرت (بالألمانية: Gotthilf Heinrich von Schubert) (و. 1780 – 1860 م) هو عالم نبات، وطبيب، وفيلسوف، وأستاذ جامعي من ألمانيا . ولد في هوهن اشتاين ارنشتال .
وهو عضو في الأكاديمية الألمانية للعلوم ليوبولدينا .

## مناصب وهيئات
أدار جامعة لودفيش ماكسيميليان في ميونخ.

## جوائز
حصل على جوائز منها:
- Bavarian Maximilian Order for Science and Art.